# 南慎一郎
南 慎一郎（みなみ しんいちろう、1885年（明治18年）2月8日 - 1965年（昭和40年）8月17日）は、日本の弁護士。富山県高岡市長。

## 経歴
富山県高岡市出身。1912年（明治45年）、東京帝国大学法科大学独法科を卒業。三共株式会社秘書・泰昌製薬株式会社取締役を務め、1921年（大正10年）に退職した。同年、弁護士を開業した。
1926年（大正15年）、高岡市長に選出され、1930年（昭和5年）まで在任した。
退任後は日本興業銀行取締役、高岡土地株式会社監査役を務め、1932年（昭和7年）より再び弁護士を開業した。1940年（昭和15年）から検事に転じ、岡山地方裁判所検事、横須賀区裁判所検事を務めた。
1948年（昭和23年）、再び高岡市長に選出され、1952年（昭和27年）まで在任した。
退任後は弁護士として活動した。
市長として、1期目は上水道敷設に着手し、2期目は下水道敷設事業に着手。その功績で高岡市から名誉市民の称号が贈られた。